# Adolph Fischer
Pour les articles homonymes, voir Fischer (nom de famille) et Fischer.
Ne doit pas être confondu avec Adolf Fischer ou Adolphe Fischer.

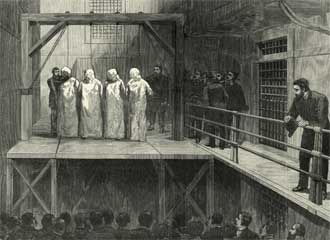
Le 11 novembre 1887, à Chicago, à 11h 30 dans la cour de la prison, exécution par pendaison des anarchistes August Spies, Albert Parsons, Adolph Fischer, George Engel.

Adolph Fischer est un militant anarchiste américain d'origine allemande, né à Brême, en 1858, et exécuté le 11 novembre 1887 à Chicago.
Il est condamné à la peine de mort à la suite d'un procès truqué lié au massacre de Haymarket Square.

## Biographie

### Jeunesse et formation
Il naît à Brême en 1858.
À l'âge de 15 ans, il émigre aux États-Unis et il devient typographe à Little Rock en Arkansas, où son frère Wilhelm publie le Arkansas Staats Zeitung[réf. nécessaire], puis à Saint Louis.

### Carrière militante
Il découvre les idées socialistes dont notamment les écrits de Proudhon et milite dans le syndicat des typographes. Après Nashville, puis Cincinnati (où il adhère au Parti socialiste ouvrier), il se fixe ensuite à Chicago en 1883, et travaille comme chef typographe au journal Arbeiter Zeitung.
Il milite alors au groupe du Nord-ouest de l'International Working People's Association. Coéditeur avec George Engel du journal Der Anarchist publié à partir de janvier 1886, Fischer est aussi un orateur de talent, réputé pour sa douceur et sa détermination.

### Vendredi Noir
En réponse aux violences qui se sont produites aux usines McCormick, il fait imprimer des affiches invitant le 4 mai à un meeting de protestations à Haymarket Square à Chicago. L'affiche se termine par un appel aux travailleurs à venir armés mais August Spies, qui doit prendre la parole au meeting, lui demande de retirer cette dernière phrase.
Il a déjà quitté le rassemblement lorsqu'explose la bombe et que la fusillade commence. Arrêté le lendemain avec ses compagnons de lutte, il est condamné à mort avec eux le 20 août 1886, et pendu le 11 novembre 1887, le « Black Friday » (littéralement le « Vendredi noir »).
Le verdict prononcé contre lui n’était pas destiné à punir un assassinat, mais l’anarchisme. Adolph Fischer affirme, avant sa mort, que le vrai criminel de cette affaire serait le financier Grinnel qui l’aurait accusé et aurait fourni des témoins contre lui.

## Publication

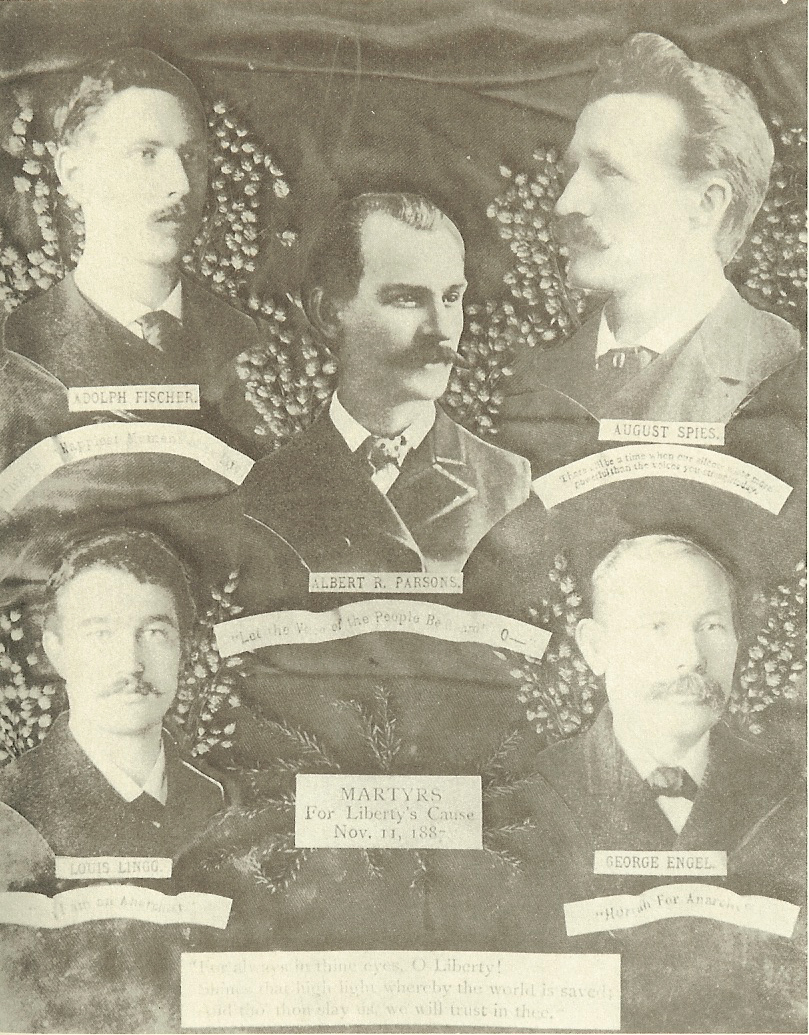
« The Haymarket Martyrs »

August Spies, Oscar W Neebe, Michael Schwab, Adolf Fischer, Louis Lingg, The famous speeches of the eight Chicago anarchists in court : when asked if they had anything to say why sentence of death should not be passed on them October 7, 8, and 9, 1886, Chicago, Lucy E. Parsons, publisher, 1910.

## Notices
- L'Éphéméride anarchiste : Massacre de Haymarket Square.
- L'Éphéméride anarchiste : La pendaison des anarchistes de Chicago.